# The Flash (fumetto)
The Flash è il titolo di cinque serie a fumetti incentrate sull'omonimo supereroe della DC Comics pubblicate a partire dal 1959. La prima serie che aveva protagonista Barry Allen venne interrotta con il n. 350 con la morte del personaggio all'interno della saga della Crisi sulle Terre infinite. Quando Wally West succedette a Barry Allen come Flash, cominciò una nuova serie, Flash (Vol. 2), nel giugno 1987 che venne conclusa nel 2009; a questa seguì una terza serie, Flash (Vol. 3), pubblicata fino a quando, all'interno del rilancio editoriale del 2011 denominato The New 52, al personaggio venne dedicata una quarta serie omonima, Flash (Vol. 4) che si concluse in seguito al crossover Flashpoint che azzerò la continuity precedente e tutte le serie ripartirono da capo riprendendo in gran parte la continuity anteriore al 2011. All'interno di questo rilancio editoriale nel 2016 al personaggio viene dedicata una quinta serie omonima, Flash (Vol. 5), esordita ad agosto 2016.

## Storia editoriale
Prima di essere pubblicato sulla testata omonima esordita nel 1959, il personaggio esordì come alter ego di Jay Garrick sulla testata Flash Comics, una serie antologica pubblicata dalla All-American Publications poi acquisita dalla DC Comics. La serie, nonostante la testata, ospitava anche altri personaggi che si alternavano a Flash come Hawkman, Hawkgirl, Black Canary e Johnny Thunder; venne edita per 104 numeri fra il gennaio 1940 e il febbraio 1949; successivamente al personaggio venne dedicata una propria serie, All-Flash, di cui vennero pubblicati 32 numeri tra l'estate 1941 e il dicembre 1947.
Dopo la cancellazione di Flash Comics nel 1949, il personaggio fu piuttosto stagnante per il resto dell'epoca della Golden Age. Quando l'editore Julius Schwartz si unì alla DC Comics negli anni cinquanta, ebbe l'idea di riportare molti dei vecchi personaggi DC in nuovi modi più interessanti. Alcune delle reinvenzioni più innovative di Schwartz inclusero il reinserimento della Justice Society of America come Justice League of America, re-immaginando la mitologia della Lanterna Verde della Golden Age come una forza di polizia universale insieme alla creazione di nuovi personaggi principali, e creando un nuovo personaggio per Flash restaurandone la serie. Il personaggio ritornò quindi, negli anni cinquanta, rinnovato come tutti gli altri personaggi dell'editore, e la nuova incarnazione si chiamava Barry Allen e la caratterizzazione grafica del personaggio sarà quella definitiva per gli anni a venire; la nuova testata esordisce nel 1959, riprendendo la numerazione di Flash Comics e venendo pubblicata fino a ottobre 1985 per 246 numeri, fino al n. 350. Negli anni ottanta, durante la saga della Crisi sulle Terre infinite, Barry Allen muore e il costume passa a Wally West, terza incarnazione del personaggio. La nuova serie esordisce nel 1987 e verrà pubblicata per 247 numeri fino a ottobre 2009. La seconda serie venne sospesa temporaneamente a marzo 2006 con il n. 230 al fine di rilanciare il personaggio durante l'evento denominato Un anno dopo e le storie del personaggio vennero pubblicate su una miniserie di 13 numeri edita da agosto 2006 fino a agosto 2007, Flash: the man fastest alive. A ottobre 2007 la seconda serie riprese dal n. 231 proseguendo fino a ottobre 2009 quando chiuse definitivamente con il n. 247 quando venne pubblicata una miniserie di sei numeri dal titolo Flash: Rebirth al fine di rilanciare il personaggio a conclusione della quale, nel 2010 esordisce la terza serie del personaggio, Flash (Vol. 3) che venne edita per dodici numeri da giugno 2010 - luglio 2011 per poi fare continuare le storie del personaggio nel ciclo di storie Flashpoint. Successivamente, all'interno del rilancio editoriale del 2011 denominato The New 52, al personaggio venne dedicata una quarta serie omonima, Flash (Vol. 4) pubblicata da novembre 2011 a luglio 2016 per 52 numeri. L'obiettivo era di creare un nuovo universo dove le storie dei vari personaggi sarebbero state raccontate in 52 nuove serie mensili che ripartirono dal n.1 e legate da una rinnovata e azzerata continuity interna. Dopo il successo iniziale del progetto, le vendite delle nuove serie entrarono in crisi che si accentuò verso la fine del 2015; si decise allora un nuovo rilancio che andò sotto il nome di Rinascita (Rebirth) e il nuovo universo di personaggi che si venne a creare venne indicato come DC Universe Rebirth e costituisce il rilancio dell'universo supereroistico dell'editore dopo la chiusura delle serie nate con il reboot The New 52; in seguito al crossover Flashpoint si era azzerata la continuity precedente e tutte le serie ripartirono da capo e si decide di riprendere in gran parte la continuity anteriore al 2011 e di ripristinare il background narrativo. All'interno di questo rilancio editoriale nel 2016 al personaggio viene dedicata una quinta serie omonima, Flash (Vol. 5)  esordita ad agosto 2016.

### Volume 1 (1959-1985)
La prima serie, The Flash (Vol. 1), esordisce nel 1959 e ha come protagonista la seconda versione di Flash il cui alter ego è Barry Allen. La serie debutta con il n.105 in quanto riprende la numerazione di una precedente testata del periodo Golden Age, Flash Comics, nella quale era esordita la prima incarnazione del personaggio il cui alter ego era Jay Garrick.
La saga del personaggio è ambientata principalmente nelle città di Central City e Keystone City dove i cittadini vivono sotto la minaccia di super criminali e di un'associazione criminale nota come i Nemici; dopo essere stato vittima di un incidente nel suo laboratorio, lo scienziato Barry Allen si ritrova capace di raggiungere elevate velocità e, ispirato dall'eroe della sua infanzia, Jay Garrick, alter ego del personaggio negli anni quaranta, decise di diventarne la nuova incarnazione assumendo il nome di Flash; utilizzando la sua incredibile velocità, Allen combatteva per difendere i cittadini dalla criminalità. 
Il Volume 1 vide prima protagonista Barry Allen nei panni di Flash. Dopo la prima comparsa della serie in Showcase n. 4, i membri dell'industria e i fan furono largamente convinti che fu lì che nacque la Silver Age dei fumetti. Allen comparve nel primo numero della serie, cominciandola dalla numerazione finale di Flash Comics, con il n. 105. Accaddero numerosi eventi nel corso di quest'epoca, come la nascita dei Nemici di Flash. Uno dei numeri più noti ad uscire in questa serie fu il n. 123, che vide la storia "Flash dei due mondi". Qui, Allen incontrò il suo eroe, Jay Garrick, dopo essere stato trasportato accidentalmente in un universo parallelo dove esisteva Garrick (in questa continuità precedente, Garrick e gli altri personaggi della Golden Age esistevano solo come eroi dei fumetti). Tutto ciò portò ad un nuovo concetto nella fase formativa di quello che sarebbe stato l'Universo DC, ed infatti diede la nascita al concetto corrente che vede protagonista il multiverso.
A causa della morte di Barry Allen in Crisi sulle Terre infinite, la serie fu cancellata con il n. 350 nel 1985. Nell'evento attuale di Crisi, Wally West (precedentemente noto come la spalla di Barry, Kid Flash) affermò il suo intento di prendere il mantello di suo zio come Flash.

### Volume 2 (1987-2006, 2007-2009)
Con Wally West come protagonista, questa volta Flash operava maggiormente a Keystone City. Con delle storie molto più lunghe e create dai noti scrittori Mark Waid e Geoff Johns, il secondo volume andò originariamente in una direzione diversa dalla serie che vedeva protagonista Barry Allen, rendendo Wally West più "difettoso". Questo Flash non poteva mantenere costantemente la sua super velocità a causa del suo ipermetabolismo, e consumava quantità gargantuesche di cibo al fine di poter operare al massimo della velocità. Questa limitazione metabolica sarebbe stata inserita anche nel personaggio di Barry Allen protagonista della serie televisiva The Flash del 1990.
Quando Mark Waid cominciò la sua serie nei primi anni novanta, riprese molti aspetti tradizionali dall'epoca di Barry Allen riformando i Nemici, alcuni dei quali erano le incarnazioni delle loro versioni precedenti, e inserendo nuovi aspetti più fantascientifici/fantasy che furono perduti nei fumetti di Flash fin dalla scomparsa di Barry. Waid rese anche Wally West più potente al fine di toglierlo dalle ombre di Barry Allen e di Jay Garrick. Quando lo scrittore Geoff Johns saltò a bordo con il n. 164, ri-orientò i personaggi con alcuni aspetti della Silver Age passando numeri interi a costruire la psicologia di ogni singolo Nemico. Johns creò anche Zoom, il terzo Anti-Flash, e tentò di rimpolpare i personaggi ambientali di Keystone City nel tentativo di renderla unica alle facce delle altre città immaginarie della DC come Metropolis o Gotham City.
Con l'inizio degli eventi di Un Anno Dopo e la scomparsa di Wally West in Crisi infinita, la DC cancellò Flash vol. 2 in favore di una nuova serie che prendeva Bart Allen come protagonista. La nuova serie vide l'uscita di soli 13 numeri e terminò con la morte di Bart. Mark Waid ritornò alla serie per un breve periodo nel 2007 per riportare in auge il ritorno di Wally West, ma la serie fu cancellata nuovamente nel tardo 2008 con il ritorno di Barry Allen negli eventi di Crisi Finale. Rotolando fuori da Crisi Finale, lo scrittore Geoff Johns e l'artista Ethan Van Sciver crearono The Flash: Rebirth, una miniserie di 6 numeri che riportò Barry Allen ad un ruolo guida nell'Universo DC come Flash principale. Allen è anche un personaggio integrale nel crossover La notte più profonda, ed ebbe una serie limitata omonima legata all'evento principale.

### Volume 3 (2010-2011)

#### Rinascita
L'8 settembre 2009, il blog ufficiale della DC Comics "The Source" ("La Fonte") annunciò che dopo il completamento di The Flash: Rebirth e La notte più profonda, Geoff Johns sarebbe ritornato a scrivere la nuova serie corrente di Flash con il precedente collaboratore, con lui al lavoro su Adventure Comics, Fracis Manapul nel 2010. La sola informazione pubblicata riguardante la serie fu il titolo della storia iniziale "The Dastardly Death of the Rouges".
Nel gennaio 2010, la DC Comics annunciò che la storia iniziale della nuova serie sarebbe stata lanciata con l'inizio della nuova serie Nel giorno più splendente, una storia successiva agli eventi di La notte più profonda. In aprile, la DC pubblicò l'auto conclusivo The Flash: Secret Files & Origins 2010, preparando lo status quo della nuova serie. Questo venne seguito una settimana dopo dalla pubblicazione di The Flash n. 1.

#### Trama
La nuova serie dedicata a Flash comincia dopo la fine di La notte più profonda e l'inizio della serie Nel giorno più splendente. Dopo gli eventi di The Flash: Rebirth, Barry Allen viene reintegrato nella vita di Central City. Sotto la copertura di essere stato sotto il programma della protezione dei testimoni, Allen fa ritorno al laboratorio criminale del Dipartimento di Polizia di Central City e alle strade della città nelle vesti di Flash. Mentre riaggiusta la sua vita come il super velocista scarlatto, compare un uomo dal nulla che, con indosso il costume del criminale Mirror Master, cade a terra e muore.
Quando Barry arriva sulla scena del delitto e comincia ad esaminare il corpo, nota che l'uomo non è ne il vecchio Mirror Master Sam Scudder, ne il Mirror Master corrente Evan McCulloch. Sentendo della comparsa di un altro portale, Barry assume l'identità di Flash e corre ad investigare. Quando arriva, compaiono un gruppo di persone in costumi simili a quelli dei Nemici, e dicono a Barry che sono una squadra del XXV secolo, e che lui è in arresto per la morte di "Mirror Monarch". Barry tenta di spiegare che lui non ha ucciso nessuno, al che quello che sembra essere il loro leader, "Commander Cold", gli dice, "Non ancora. Ma lo farai".
Dopo che Flash riesce a fuggire dai futuri Nemici, si dirige verso il laboratorio criminale per analizzare il sangue trovato sul corpo di Mirror Monarch, che dimostra che il killer è Barry Allen.

### Volume 4 (2011-2016)
Successivamente, all'interno del rilancio editoriale del 2011 denominato The New 52, al personaggio venne dedicata una quarta serie omonima, Flash (Vol. 4) pubblicata da novembre 2011 a luglio 2016 per 52 numeri. L'obiettivo era di creare un nuovo universo dove le storie dei vari personaggi sarebbero state raccontate in 52 nuove serie mensili che ripartirono dal n.1 e legate da una rinnovata e azzerata continuity interna.

### Volume 5 (dal 2016)
Dopo il successo iniziale del progetto, le vendite delle nuove serie entrarono in crisi che si accentuò verso la fine del 2015; si decise allora un nuovo rilancio che andò sotto il nome di Rinascita (Rebirth) e il nuovo universo di personaggi che si venne a creare venne indicato come DC Universe Rebirth e costituisce il rilancio dell'universo supereroistico dell'editore dopo la chiusura delle serie nate con il reboot The New 52; in seguito al crossover Flashpoint si era azzerata la continuity precedente e tutte le serie ripartirono da capo e si decide di riprendere in gran parte la continuity anteriore al 2011 e di ripristinare il background narrativo. All'interno di questo rilancio editoriale nel 2016 al personaggio viene dedicata una quinta serie omonima, Flash (Vol. 5)  esordita ad agosto 2016.